# もみの木 (童話)

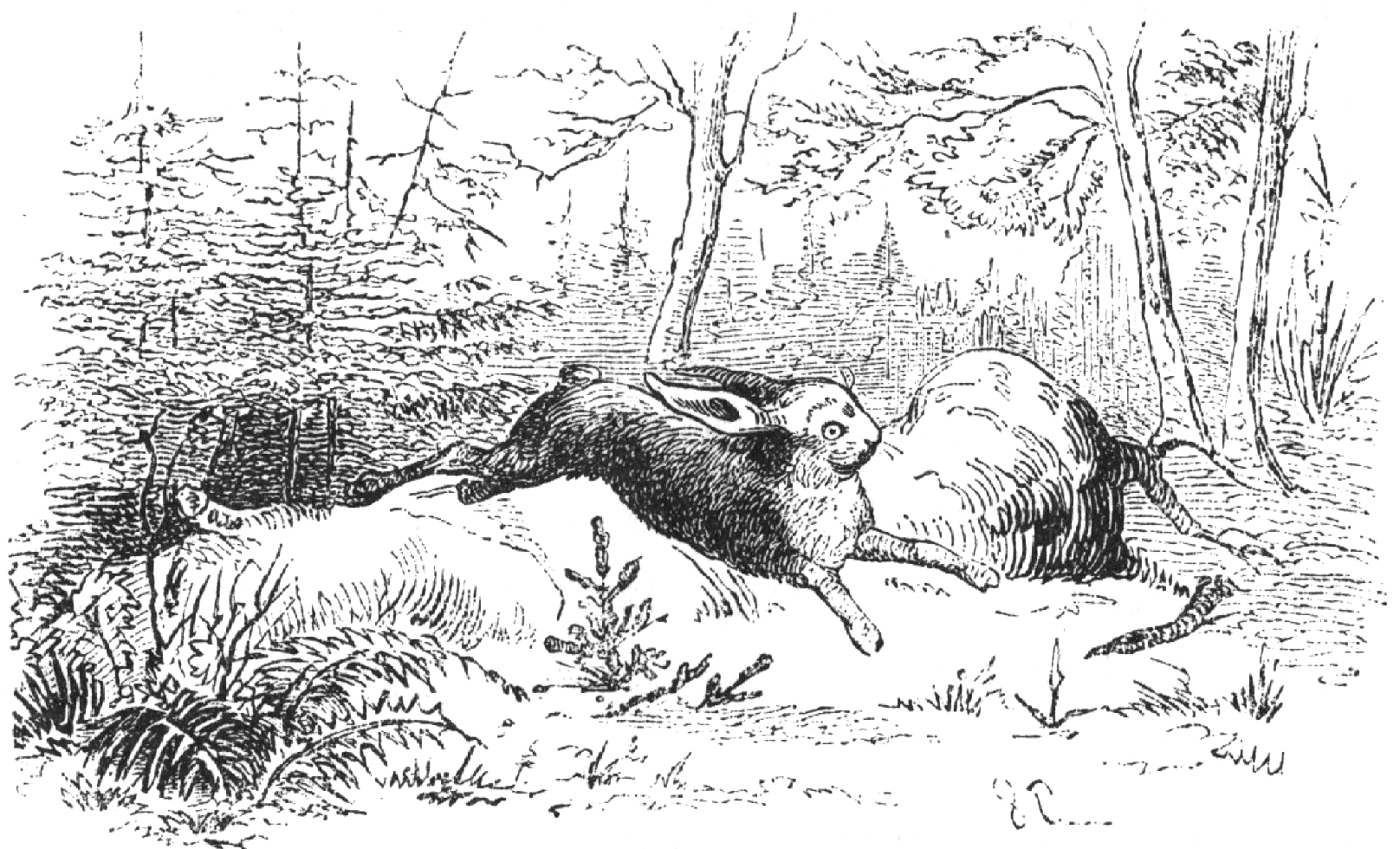
アンデルセン最初の挿絵画家、ヴィルヘルム・ペダーセンによるイラスト

『もみの木』(デンマーク語: Grantræet) は、デンマークの詩人・作家であるハンス・クリスチャン・アンデルセン(1805–1875)による文学童話である。
物語の主人公は、大きくなりたいと強く願っているもみの木である。もっと大きくなりたいと強く願うあまり、もみの木は、今生きている瞬間を大切にすることができない。
この物語の初版は、1844年12月21日、デンマークのコペンハーゲンで、C.A.レイツェル(Reitzel)により出版された。
ある学者は、アンデルセンがその深いペシミスムを表現した最初の童話が『もみの木』だと主張している。

## あらすじ
林の中に、小さなもみの木が立っていた。
彼は大きくなりたいと願っていたので、野ウサギが自分を飛び越した時には、自分の小ささを思い知らされて、とても打ちのめされた。
子どもたちが自分を、森の赤ちゃんと呼んだときは、再び、とまどい失望させられた。
コウノトリが彼に、年老いた木が伐り倒されて船のマストに使われた話を聞かせると、小さなもみの木は彼らをうらやむ。
秋になると、近くの木が伐り倒されていき、家の中で飾られていたと、雀たちが小さなもみの木に語って聞かせる。
ある日、若木へと成長したもみの木は、クリスマス飾りにするため伐り倒される。
彼は買い取られて家の中に運び込まれ、飾り付けられ、クリスマス・イヴにはキャンドルやカラフルなリンゴやおもちゃ、キャンディのバスケットで華やかに輝く。
もみの木の上には、金の星が飾られる。
子どもたちが入ってくると、もみの木からキャンディやプレゼントを取り外し、小太りの男性が語る『ハンプティ・ダンプティ』に聞き入る。
翌日、もみの木は祝宴が再開されるのを期待するが、使用人は木を降ろして屋根裏部屋に運び込む。
一人ぼっちになったもみの木は失望するが、ハツカネズミを集めて『ハンプティ・ダンプティ」の話を語って聞かせる。
ドブネズミがやってきて単純な物語だとけなすと、ハツカネズミも立ち去ってしまう。
春になると、今や枯れて変色したもみの木は、庭に引き出される。
男の子が、一番上の枝から星を外す。
それからもみの木は、小さく割られて燃やされる。

## 出版履歴
1844年12月21日、デンマークコペンハーゲンで、C.A. レイツェルにより出版された「新童話 第1巻 第2冊 1845 (Nye Eventyr. Første Bind. Anden Samling. 1845.)」には、『もみの木』とともに『雪の女王』も掲載されていた。
『もみの木』は1849年12月18日の「童話」、1862年12月15日の「童話集」にも再掲された。
その後、物語はさまざまな言語に翻訳され、世界中で印刷されている。
アンデルセンは、社交的な集まりで朗読することで物語を売り込んだ。
1845年12月、彼は『もみの木』と『みにくいアヒルの子』をプロイセン妃に、ついで『もみの木』をビスマルク-ボーレン伯爵のクリスマス・パーティーで朗読した。
アンデルセンの日記によれば、グリム兄弟として知られるヴィルヘルム・グリムもパーティーに出席しており、この物語を気に入っていたという。

## 分析
アンデルセンの伝記作家ジャッキー・ヴォルシュレガーは、この物語に描かれた（作者に似た）人物の精神構造について、彼が幸せになれないのは、角を曲がったところにもっと大きな栄光が待ち受けていることを期待しているせいであり、そのため失望に打ちのめされることになるのだと考察している。
もみの木は、その作者と同じく「空想家で、うぬぼれが強く、気弱で、落ち着きがなく、神経症患者的に感受性をおののかせ、希望と失望の間で振り子のように揺れている」。
シルクのカーテンや居心地の良いソファのような、穏やかで恐れのない家庭的な環境に物語を置くことによって、物語が持つ諦観の色が、俗物的な大人の読者にも受け入れられた。
彼らにも、かわいそうなもみの木の際限ないあこがれに共感することができたからである。 
アンデルセンはそれまでにも、『人魚姫』や『しっかり者のスズの兵隊』などハッピーエンドではない物語を書いている。
しかし『もみの木』には、「深く刻まれたペシミスム、運命の無常さだけではなく人生そのものの無意味さ、価値があるのは現在だけ」といった新しい気配が植えつけられている。
アンデルセンの童話の中では初めて、宗教的信条は静まることができないのではないかという実存的な疑惑を表明した。
この疑いは、のちの『歯痛おばさん』や『年老いたヨハンナの物語』に再び現れている。
ヴォルシュレガーはこの物語を、1861年の『雪だるま』の補填のようなものだと考えている。

## 脚色
『もみの木』は1979年、ハンティングウッド・フィルムにより28分間のビデオ映画となった。
プロデューサーは Kevin Sullivan 、ディレクターは Martin Hunter 、撮影地はカナダトロントの Black Creek Pioneer Village であった。
Jeff Kahnert がもみの木の声で出演している。
この映画はケヴィンにとって初めてプロデュースで、彼はのちに『赤毛のアン』の映画を脚本、監督、制作している。